# Liste der Monuments historiques in Velle-sur-Moselle
Die Liste der Monuments historiques in Velle-sur-Moselle führt die Monuments historiques in der französischen Gemeinde Velle-sur-Moselle auf.

## Liste der Objekte
| Bezeichnung                                 | Beschreibung                | Standort                           | Kennzeichnung | Schutzstatus | Datum | Bild |
| ------------------------------------------- | --------------------------- | ---------------------------------- | ------------- | ------------ | ----- | ---- |
| Grabdenkmal für Antoine Léopold de Sarrazin | Stein, bemalt, Marmor, 1768 | in der Kirche Ste-Catherine (Lage) | PM54001956    | Inscrit      | 1996  |      |